# Archistorm
 (septembre 2023).
Si vous disposez d'ouvrages ou d'articles de référence ou si vous connaissez des sites web de qualité traitant du thème abordé ici, merci de compléter l'article en donnant les références utiles à sa vérifiabilité et en les liant à la section « Notes et références ».
archistorm, présente l’actualité et les évolutions de l’architecture, de la conception et de l'urbanisme dans une formule imaginée pour les concepteurs et les décideurs.

## Ligne éditoriale
archistorm, revue spécialisée bimestrielle, est structurée autour de 3 pôles créatifs : l'architecture, l'urbanisme et la création, qui en forment le contenu. Elle interroge en permanence les mondes de la création, de la recherche et de la production architecturales ou industrielles pour produire un contenu en pointe sur l'actualité.
archistorm est édité par Bookstorming, qui regroupe également la maison d’édition Archibooks, la revue FORMÆ (sous la direction de Sébastien Maschino et Eva Magnier) et l'événement les Rendez-vous de la Matière + fair(e). Ses rédacteurs en chef entretiennent des rapports privilégiés avec les plus grandes agences d’architecture françaises et mondiales.
L’architecture est traitée comme un processus évolutif, qui se réfère à de solides bases culturelles, puis devient le fruit d’une traduction servant à diviser les étapes d’une construction, pour finir par déterminer les influences dont est issu le projet initial. Ceci donne une projection d'articles autour de quatre grandes séquences : « Actualités », « Point de vue », « Décryptage » et « Expertise ».
Concernant la création, on retrouve une volonté de le lier, de l'intégrer à l'architecture afin qu'il trouve tout son sens. Ces deux disciplines convergent volontiers pour intégrer le design dans leurs ambiances.
Cette revue propose un sommaire varié avec des reportages, des entretiens, des portraits, des analyses, des comptes-rendus et des chroniques thématiques récurrentes. Elle appuie aussi sa ligne éditoriale sur le travail d'édition réalisé par sa maison mère, Bookstorming.
Dans ses domaines de compétences éditoriales, archistorm traite l'actualité en France mais aussi à l'étranger, et propose dans chaque numéro une sélection de manifestations. Selon l'Association Française de Journalistes du Patrimoine, La diversité de ses rubriques en fait un outil complet de travail et d’information sur l’architecture en France et à l’étranger.

## Historique de la revue
La revue archistorm apparaît courant 2003 sous la direction de Marc Sautereau (Archibooks, Bookstorming), lauréat de la Bourse Libraire 2002 et de Christophe Le Gac.
Christophe Le Gac fut le premier rédacteur en chef de la revue et il choisira le critique d'art Jérôme Lefèvre (Beauty Flow Magazine) comme corédacteur en chef à partir de 2004, ce qui amènera celui-ci à collaborer régulièrement au magazine. Ont également collaboré ou collaborent toujours avec la rédaction d'autres personnalités reconnues dans le milieu de la critique de l'art et de l'architecture comme Christophe Catsaros, Raymond Balau, Lionel Blaisse, Sophie Trelcat, Mathieu Oui, Philippe Trétiack, Tristan Cuisinier, Anne-Charlotte Depondt, Bertrand Lemoine, Yves Mirande, Simon Texier, Camille Tallent, Jean-Philippe Hugron, Martine Bouchier, Paul Ardenne, Stéphane Delage, Étienne Bernard, Aurélien Gillier, Laurie Picout, Louise Conesa, Aurore De Granier, Annabelle Ledoux, Cléa Calderoni ou encore Juliette Soulez.
Dans le premier numéro de l'année 2005, archistorm s'étoffe et passe de 48 pages à 80 pages. De nouvelles rubriques font leur apparition dans la partie l'air du temps. La partie Projets augmente sensiblement de volume. Une nouvelle mise en page plus aéré accentue la clarté de l'ensemble et rend la maquette plus lisible.
Depuis septembre 2008, archistorm a adopté une nouvelle formule en traitant les rapports transversaux entre l'architecture, le design et l'art contemporain, et devenu bimestriel avec 168 pages tout couleur. Une complémentarité a été introduite par l’entrée du design au sein du magazine, avec la collaboration de personnalités telles que Ronan & Erwan Bouroullec, Pierre Charpin ou Jerszy Seymour.
Il devient ainsi un magazine professionnel caractérisé par sa transversalité disciplinaire :
• architecture,
• urbanisme,
• création.
Le 1er mai 2010, Michèle Leloup, journaliste et responsable de la rubrique architecture et urbanisme à lExpress durant plus de dix ans, a pris la responsabilité de la rédaction en chef darchistorm, fonction qui a pris fin en juillet 2012. Marc Sautereau assure depuis la rédaction en chef du magazine.
Des numéros spéciaux sont également régulièrement publiés : les assises du think tank de Leroy Merlin en septembre 2011 puis octobre 2013, le chantier du nouveau cluster EDF de Saclay en novembre 2011, le cahier Centralités depuis 2012, de nombreux tirés à part sur des réalisations et 612 - le Cahier suisse, depuis janvier 2020, destiné à l'actualité architecturale suisse.
Depuis 2021, archistorm publie un numéro spécial annuel présentant la centaine de bâtiments les plus innovants et ambitieux de l'année passée. Il s’agit d’un choix opéré par la rédaction d’archistorm et via les contributions apportées par les journalistes qui lui sont fidèles. Au sein de ce numéro spécial, le lecteur navigue d’agence en agence, petite ou grande, jeune ou installée, saluées à travers leurs livraisons les plus récentes.

## Caractéristiques de cette revue
- Type de presse : revue professionnelle spécialisée[13]
- Format : 230x295mm[13], dos carré cousu
- Parution : bimestriel[13], 6 numéros par an accompagné de leur hors-série
- Pagination : 168 pages environ[13]
- Impression : quadrichromie[14]
- Tirage : 16 000 exemplaires[15]
- Thématiques : consacrée à l'architecture, l'urbanisme, le paysage et la création
- Diffusion : en kiosques, chez les marchands de journaux et en librairies spécialisées en France et pays francophones, sur internet ainsi que sur abonnement[13]
- Éditeur : Bookstorming (Paris)[16]

## Lectorat
Cette revue professionnelle spécialisée est essentiellement lue par le public professionnel des métiers concernés, cœur de son lectorat estimé entre 32 000 et 32 000 professionnels (taux de reprise en main en agences et collectivités locales autour de 3).
Il se compose à 55% de maîtres d’œuvre (architectes, architectes d’intérieur, urbanistes, paysagistes), agenceurs et designers, de 36% de maîtres d’ouvrage (privés et publics), institutions (CAUE, SEDAP, DDE, DRAC...) et collectivités et 9 % de bureaux d’études, corps enseignant et étudiants. Elle se veut la moins chère des revues dans le domaine de l'architecture et du design.

## Digital
archistorm est un webzine d’architecture proposant une alimentation hebdomadaire de son contenu à ses 15 000 visiteurs uniques par mois. archistorm poursuit sa montée en puissance via le digital et les réseaux sociaux. À travers ces derniers, archistorm réunit plus de 34 000 followers – dont LinkedIn et Instagram –, avec une croissance mensuelle des abonnements de 11,5%. Les abonnés, réelle communauté, sont très actifs avec une moyenne de 7 000 taux de couverture par post sur Instagram.